# Лінивка-строкатка буровола
Лінивка-строкатка буровола (Notharchus ordii) — вид дятлоподібних птахів родини лінивкових (Bucconidae).

## Поширення
Вид поширений в басейні Амазонки в Болівії, Бразилії та Перу, а також у басейні річки Оріноко у Венесуелі. Природним середовищем існування є субтропічні та тропічні вологі низинні ліси.

## Опис
Він вимірює від 17 до 20 см. Оперення спини і крил чорне. Верх голови і дзьоб чорні, решта голови і шия білі. Груди коричневі, від шиї відокремлені чорною смугою. Живіт рябий, чорно-білий.

## Спосіб життя
Харчується комахами та їхніми личинками, та іншими дрібними членистоногими. Самиця відкладає 2 або 3 яскраво-білих яйця в нору, викопану в яру або термітнику.